# Mount Youngman
Mount Youngman är ett berg i Antarktis. Det ligger i Västantarktis. Nya Zeeland gör anspråk på området. Toppen på Mount Youngman är 620 meter över havet.
Terrängen runt Mount Youngman är varierad. Trakten är obefolkad. Det finns inga samhällen i närheten.